# 帯広さやか
帯広 さやか（おびひろ さやか、1986年9月2日 - ）は、日本の女子プロレスラー。

## 所属
- アイスリボン（2009年12月 - 2010年5月）
- 19時女子プロレス（2010年5月29日 - 2011年8月26日）
- アイスリボン（2011年8月27日 - 2012年12月31日）
- チョコプロレスリング（2012年12月31日 - ）

## 経歴
2010年
- 4月29日、アイスリボン道場マッチでの対しもうま和美戦でデビュー。
- 5月28日、記者会見にて新団体「19時女子プロレス」旗揚げと、帯広の移籍・代表就任を発表。
- 5月29日、アイスリボン大会終了後のイサミレッスル武闘館にて19時女子プロレス・プレ旗揚げ戦（帯広対しもうま）。[1]
- 6月1日、19時女子プロレスを正式に旗揚げ（帯広対真琴）。[2]
- 8月6日、19時女子プロレス第29戦イサミレッスル武闘館大会の6人タッグマッチにて19時女子プロレスでの初勝利。
- 8月21日、アイスリボン道場マッチでの6人タッグマッチにて初の自力ピンフォール勝ち（相手はさくらえみ）。JWP米山香織による「米山革命」に共鳴し、「米山革命（帯広）」を提唱。米山の持つJWP認定無差別級王座への挑戦をアピールする。
- 9月19日、JWP新宿FACE大会では、さくら対米山の敗者髪切りマッチ決着後にリング上に乱入。自分の髪を切るなどの必死の訴えにより、米山から新人としては異例の挑戦受諾を取り付ける。
- 9月23日、アイスリボン後楽園ホール大会で米山の王座に挑戦し、敗退。[3]
- 10月10日、アイスリボン札幌テイセンホール大会「札幌リボン」にて、星ハム子との道産子タッグでさくらえみ・高橋奈苗のインターナショナル・リボンタッグ王座に挑戦し、敗退。
- 12月12日、JWP東京キネマ倶楽部大会において、悲恋の持つJWP認定ジュニア王座&POP王座への挑戦者決定トーナメント決勝戦を下野佐和子と戦うが、敗退。
- 12月26日、アイスリボン後楽園ホール大会のしもうま和美引退試合においてさくら・ハム子と組み、しもうま・高橋奈苗・夏樹☆たいよう組と対戦。変則的な丸めこみでしもうまからピンフォールを奪い、勝利。

2011年
- 1月28日、脱臼を繰り返していた右肩の手術のため、長期欠場することを発表。[4]
- 2月11日、K-RIBBON（アイスリボンとKAIENTAI-DOJOの合同興行）イサミレッスル武闘館大会にてマリーンズマスクとストラックアウト形式で対戦。3-4で敗戦。
- 2月20日、右肩の手術のため長期欠場、一時帰郷する。
- 4月23日、北海道から蕨に戻り、しばらくはリハビリを兼ねて団体スタッフとして帯同する。
- 5月6日、19時女子プロレスのMCに復帰。
- 8月4日、バンビと須山浩継のイベント「バンビの塩辛ナイト4 ～佑天寺うらん先生のロマンチック教室リターンズ～」に宮崎有妃と共にゲスト出演。
- 8月12日、19時女子プロレスにて、21日のアイスリボン後楽園ホール大会での復帰を発表。対戦相手は米山香織に決定。
- 8月21日、アイスリボン後楽園ホール大会にて復帰。米山香織と対戦し敗れる。
- 8月26日、19時女子プロレスの閉鎖を発表。団体をアイスリボンと合併し、自身もアイスリボンの所属選手となる。

2012年
- 2月10日、19時女子プロレスの「第1回19 o'clock girl'sトーナメント」に出場、1回戦でくるみと対戦するも、空飛ぶくるみ割り人形（コーナー最上段からのヒッププレス）で敗れる。
- 4月7日、この日の道場マッチの最後に、インターナショナル・リボンタッグ王座に挑戦表明した希月あおいからタッグパートナーに指名される。この時には一度は拒否するも、その後リボン高梨や米山香織や自身の母親らに説得され、4月14日の道場マッチで希月の指名を受け入れる。
- 4月20日、19時女子プロレスの「第2回19 o'clock girl'sトーナメント」に出場、1回戦で藤本つかさと対戦するが、自身の得意技であるバースで逆に丸め込まれて敗れ、1回戦敗退。
- 5月5日、後楽園ホール大会「GOLDEN RIBBON 2012」で、希月あおいとのタッグ「ハッピーメーカーズ」でドロップキッカーズ（藤本つかさ&つくし）の持つインターナショナル・リボンタッグ王座に挑戦し、残り試合時間10秒になったところで藤本を丸め込んでフォールし、王座奪取に成功し初タイトルを獲得する（パートナーの希月も王座初戴冠）。
- 6月から10月までの4ヶ月間、北都プロレスへレギュラー参戦をする。
- 11月30日、19時女子プロレスにて12月31日の後楽園大会を最後にアイスリボンを退団することを発表。
- 12月19日、木村響子とのタッグでインターナショナルリボン&REINAタッグ2冠王座獲得。退団後も保持を続けると宣言。
- 12月28日、19時女子プロレス最後の参戦にして、星ハム子の持つインターネットシングル王座に最初で最後の挑戦。ハーフハッチスープレックス3連発など持てる力を出し尽くしてハム子を追い込むも、最後はラリアットの連発を食らって敗れ、王座戴冠ならず。
- 12月31日、アイスリボン所属として最後となった後楽園大会、タッグ王座防衛戦として希月あおい&つくし組と対戦も敗れ、手ぶらで団体を去ることになった。その後、我闘雲舞市ヶ谷大会の座談会で入団の挨拶を行い、さくらとともにタイへ行くと宣言。

2013年
- 1月6日、我闘雲舞所属としての初戦となる板橋大会、かつて共闘した米山とタッグを組み、さくら&里歩と対戦。
- 直後、宣言通りタイへ渡航。さくらとともに現地の選手達と合流する。
- 5月17日、我闘雲舞市ヶ谷大会で、さくらが持ついつでもどこでも挑戦権を賭けて遠藤哲哉（DDT）と組んで、さくら&高梨組と対戦し、遠藤ごとさくらをバースで破って挑戦権を獲得[5]。座談会では遠藤と意気投合して「チーム遠藤」（帯広&遠藤&さくら&「ことり」）を結成。
- 5月19日、DDT神奈川・ラジアントホール大会で遠藤のセコンドとして参加。試合後、鶴見亜門GMがいつでもどこでも挑戦権を帯広が持っていることに苦言を呈して遠藤に奪還を命じると共に自らも会場視察することとなった。
- 5月25日、我闘雲舞市ヶ谷大会で、さくらがイギリス遠征で不在のため、座談会におけるマッチメイクを任される。試合は鶴見が見守る中、遠藤との対戦となったが帯広が放った地獄突きが鶴見の鬘を飛ばすハプニングが発生し、これが反則となって遠藤が勝ったが、ルールで反則勝ちでは挑戦権の移動はなく、帯広が防衛した形となった[6]。
- 6月1日、IWA JAPAN初参戦。米山と組んで里歩&「ことり」と対戦し、米山がノーザンライト・スープレックス・ホールドで「ことり」からフォール取って勝利。いつでもどこでも挑戦権は防衛した[7]。
- 6月2日、DDT新木場1stRING大会で、チーム遠藤（さくら&帯広&遠藤）として、高木三四郎&大鷲透&平田一喜組と対戦。帯広が平田にフォール取られて、いつでもどこでも挑戦権は平田に移動となり、防衛に失敗した[8]。

2014年
- とんねるずのみなさんのおかげでしたに出演。芸人にドロップキックを決めるADとして出演。

2015年
- 6月24日、DDTプロレスリングの飲食事業部エビスコ酒場でスタッフになることが決定。

2017年
- 3月28日、体調を整えるため一時欠場を発表

## 人物
- 高校時代に見た北斗晶引退試合（2002年4月7日GAEA JAPAN横浜文化体育館大会、北斗晶・里村明衣子 vs 長与千種・浜田文子戦）をきっかけに女子プロレスを好きになる。その後GAEA JAPANや我闘姑娘を視聴[9]。
- 一時期、野球に没頭。所属していたチームでは副将を務めた。好きな選手には田中賢介などを挙げている。
- 試合中は野球用のバッティンググローブを着用している。
- さくらえみらが参戦した2009年5月31日NEO女子プロレス札幌テイセンホール大会に感銘を受け、プロレスラーになることを決意[10]。
- 帯広出身のプロレスラーである葛西純（FREEDOMS）とは2012年3月25日のアイスリボン名古屋大会にてミックスファイトで対戦（帯広&小仲＝ペールワン vs 松本都&葛西）しており、試合後に葛西がブログにてシングルでの対戦を希望している[11]。ただし、葛西自身はギミック上ヒラデルヒア出身としているため、「帯広」について言及はしなかった。
- かつて代表を務めていた19時女子プロレスでは移籍後もアイスリボンの所属選手と行動を共にし、アイスリボンの興行にもレギュラー出場していた。その他、コマンド・ボリショイの誘いを受けJWPにも参戦。
- 「生きているのが奇跡とも思えるほどのドジ」[12]と称され、その失敗は「帯る（帯った）」と形容されている。また、ストーブの前や風呂でも寝入ってしまうことがある。
- 一方でそれを逆手に取り、変則ロープワークなどで相手を撹乱するしたたかさも見せる。
- しもうま和美の影響もあり、一生懸命でハイテンションなキャラクターを確立。必死に言葉を絞り出すマイクパフォーマンスで会場人気を博す。
- 週刊プロレスの選手名鑑のさくらえみの趣味のところには帯広さやかと書かれている。
- 一時期米山香織と同居していた。
- ワンチューロと非常に仲が良く、ワンチューロが日本滞在時、我闘雲舞では「帯チューロ」というタッグを組んでいた。

## 獲得タイトル
- 第24代&第30代インターナショナルリボンタッグ王座（パートナーは希月あおい→木村響子）
- 第6代REINA世界タッグ王座（パートナーは木村響子）
- 第2代アジアドリームタッグ王座（パートナーは希月あおい）

## 得意技
ドロップキック
逆水平チョップ
相手をロープに固定して19回連続で繰り出し、「19時は!女子プロレスー!!」とアピールすることも。
スタルヒンチョップ
ダブルハンドチョップ。GENTAROにより命名。カウンターや雪崩式もある。
帯広パック
コーナー上で相手を待ち構えての回転エビ固め。
変則ロープワーク
斜めに走ったり、相手と無関係に往復したりしてかく乱する。
帯広マジック
立っている相手に組みつき、バックの取り合いなどの忙しい攻防を経ていつの間にかエビ固めに入る。
ハーフハッチホールド
バース
相手の足の下にヘッドスライディングで滑り込み、そのまま足を掴んで後方回転からのフォール。
地獄突き
小仲＝ペールワン直伝とされる

## 入場曲
- 全開スタイル（Carry Smile）
- ブルーオーシャン・ストラテジー - 2013年5月4日発売（我闘音楽）の入場曲集「我闘組曲」（里歩ジャケット/帯広ジャケット）に収録